# B in the Mix: The Remixes
B in the Mix: The Remixes é o primeiro álbum de remixes da cantora norte-americana Britney Spears, lançado em 22 de Novembro de 2005 através da Jive Records. 
B in the Mix: The Remixes predominantemente contém remixes de faixas do quarto álbum de Spears, In the Zone (2003), mas também inclui alguns remixes de faixas de seus antecessores ...Baby One More Time (1999), Oops!... I Did It Again (2000) e Britney (2001). Também inclui remixes de "Someday (I Will Understand)" (2005) e da inédita "And Then We Kiss". Os produtores Peter Rauhofer, Justice, Bill Hamel, Stuart Price, Dave Audé, Junkie XL, Valentin, Jason Nevins, Nick Fiorucci, Taras Harkavyi, Davidson Ospina e Hex Hector fizeram contribuições para o álbum; o produto final foi um álbum EDM com influência ambiente e techno. 
B in the Mix: The Remixes recebeu avaliações mistas pelos críticos musicais, alguns deles o chamaram de uma ótima compilação de remixes, enquanto outros argumentaram que foi concebida como um produto e criticaram o que consideraram vocais fracos. Comercialmente, o álbum atingiu a quarta posição da tabela Dance/Electronic Albums e a 134ª colocação da Billboard 200. Enquanto o álbum recebeu mínima promoção em comparação aos projetos anteriores de Spears, o remix de "And Then We Kiss" foi lançada como seu único single promocional na Oceania em 31 de outubro de 2005. A sequência do álbum, intitulada B in the Mix: The Remixes Vol. 2, foi lançado em 7 de outubro de 2011.

## Lançamento
Em 28 de Setembro de 2004, a Jive Records anunciou que Spears lançaria seu primeiro álbum de remixes, e que este se chamaria Remixed. Entretanto, no dia 8 de Novembro de 2005, a repórter Jennifer Vineyard da MTV anunciou que o álbum na verdade se chamaria B in the Mix: The Remixes, e que seria lançado em 22 de Novembro de 2005. O álbum inclui canções de seus outros álbuns remixadas por DJ's como Peter Rauhofer e Stuart Price. Price havia remixado "Breathe on Me" do álbum In the Zone anteriormente para a edição limitada da coletânea Greatest Hits: My Prerogative. B in the Mix: The Remixes também inclui uma canção inédita, chamada "And Then We Kiss"; a canção seria lançada anteriormente como parte do CD bônus do DVD do reality show Britney & Kevin: Chaotic, mas foi removida por motivos desconhecidos. B in the Mix: The Remixes possui duas capas diferentes. Na edição norte-americana, Spears não aparece na capa; foi utilizada uma borboleta ao invés da cantora. Na edição internacional, Spears aparece atrás da mesma borboleta.

## Recepção da crítica
| Críticas profissionais | Críticas profissionais |
| Avaliações da crítica  | Avaliações da crítica  |
| Fonte                  | Avaliação              |
| ---------------------- | ---------------------- |
| Allmusic               | link                   |
| Rolling Stone          | link                   |

Kurt Kirton do site About.com deu destaque aos remixes de "Everytime" e "Don't Let Me Be the Last to Know", dizendo que o álbum seria melhor se tivesse mais faixas. Ele resumiu sua crítica dizendo que foi um álbum "decente que deve agradar todo fã de Britney e a maiora dos fanáticos por música de boates". Barry Walters da revista Rolling Stone era "mais redundante" do que Greatest Hits: My Prerogative, mas acrescentou que o remix de "Toxic" era a grande exceção do álbum, e disse que "praticamente todas as faixas deste álbum estão melhores do que as originais". Stephen Thomas Erlewine do Allmusic comentou que "B in the Mix não elimina o fato de que Spears não está de acordo com o que foi feito em sua carreira", e ainda acrescentou que o álbum é apenas um "pedaço de produto". Gregg Shapiro do Bay Area Reporter deu uma crítica extremamente negativa ao álbum, chamando-o de "desperdício". Também comentou que a voz de Spears parecia "forçada, fria e mecânica" quando removidos os instrumentais originais. Entretanto, ele deu destaque a duas faixas, dizendo que "Spears chegou perto de conseguir o status de diva do dance com o remix de Valentin da faixa 'Everytime', enquanto que o remix de Davidson Ospina da faixa '...Baby One More Time' transforma-a em um clássico".

## Performance nos charts
Nos Estados Unidos, B in the Mix: The Remixes estreou na #34 posição da Billboard 200, vendendo 14 mil cópias na semana de lançamento. O álbum estreou também na quarta posição da parada Dance/Electronic Albums, também da Billboard, permanecendo um total de vinte e uma semanas nesta.  Desde Fevereiro de 2010, B in the Mix: The Remixes vendeu cerca de 500 mil cópias nos Estados Unidos, de acordo com a Nielsen SoundScan. O álbum estreou na #9 posição nas paradas musicais da Bélgica. Sua compilação B In The Mix: The Remixes (2005) é o 7º álbum de remixes mais vendido da história com 1.7 milhão do cópias.

## Promoção
B in the Mix: The Remixes não foi tão promovido quanto os álbuns anteriores de Spears. Um disco de vinyl promocional intitulado Key Cuts from Remixed com cinco remixes do álbum foi lançado mais de duas semanas antes do lançamento oficial do álbum. Um concurso promovido pelo website oficial de Spears para os que comprassem o álbum com antecedência premiava o vencedor com uma cópia do DVD Britney & Kevin: Chaotic, um frasco de sua fragrância Fantasy, com um creme e um kit de maquiagem promocionais, e uma foto personalizada da cantora e autografada. Em 22 de Novembro de 2005, uma festa de lançamento do álbum realizada em Los Angeles, California, foi orgazinada pela equipe de Spears e o webmaster do fã-site WorldOfBritney.com. A festa foi um evento limitado a 500 pessoas, incluindo membros do fã-clube oficial da cantora. Spears comentou, "Eu só queria dizer que eu adoro a ideia de reunir todos os meus fãs para celebrar o lançamento de meu novo álbum. Eu fiquei muito feliz em ajudar! Espero que todos vocês tenham uma ótima noite e que dancem muito!". "And Then We Kiss" foi lançada como single promocional em CD e vinyl. Jennifer Vineyard da MTV comentou que a canção teria "o potencial para ser um grande hit - se a Jive estivesse promovendo o álbum ativamente". "And Then We Kiss" falhou ao entrar em grandes paradas musicais como Hot 100.

## Lista de faixas
| B in the Mix: The Remixes – Edição padrão |                                                                | |                        |         |  |
| N.º                                       | Título                                                         | Compositor(es) | Produtor(es)           | Duração |  |
| 1.                                        | "Toxic" (Peter Rauhofer Reconstruction Mix Edit)               | Christian Karlsson Pontus Winnberg Cathy Dennis Henrik Jonback                                                                | Peter Rauhofer         | 6:46    |  |
| 2.                                        | "Me Against the Music" (com part. de Madonna) (Justice Remix)  | Britney Spears Madonna Christopher "Tricky" Stewart Penelope Magnet Thabiso Nikhereanye Terius "The-Dream" Nash, Gary O'Brien | Justice                | 4:01    |  |
| 3.                                        | "Touch of My Hand" (Bill Hamel Remix)                          | Britney Spears Jimmy Harry Bahewa Muhammad Shep Solomon                                                                       | Bill Hamel             | 5:19    |  |
| 4.                                        | "Breathe On Me" (Jacques Lu Cont Thin White Duke Mix)          | Steve Anderson Lisa Greene Stephen Lee                                                                                        | Stuart Price           | 3:55    |  |
| 5.                                        | "I'm a Slave 4 U" (Dave Audé Slave Driver Mix)                 | Pharrell Williams Chad Hugo                                                                                                   | Dave Audé              | 5:51    |  |
| 6.                                        | "And Then We Kiss" (Junkie XL Remix)                           | Britney Spears Mark Taylor Paul Barry                                                                                         | Junkie XL              | 4:27    |  |
| 7.                                        | "Everytime" (Valentin Remix)                                   | Britney Spears Anette Statelatos                                                                                              | Valentin               | 3:24    |  |
| 8.                                        | "Early Mornin'" (Jason Nevins Remix)                           | Britney Spears Richard "Moby" Melville Hall Christopher "Tricky" Stewart Penelope Magnet                                      | Jason Nevins           | 3:38    |  |
| 9.                                        | "Someday (I Will Understand)" (Hi-Bias Singlature Radio Remix) | Britney Spears | Nick "Fierce" Fiorucci | 3:46    |  |
| 10.                                       | "... Baby One More Time" (Davidson Ospina 2005 Remix)          | Max Martin | Davidson Ospina        | 4:37    |  |
| 11.                                       | "Don't Let Me Be The Last To Know" (Hex Hector Club Mix Edit)  | Robert Lange Keith Scott Shania Twain                                                                                         | Hex Hector             | 8:15    |  |
| Duração total:                            | Duração total:                                                 | Duração total: | Duração total:         | 54:03   |  |

| B in the Mix: The Remixes – Faixas bônus da edição britânica |                                                 |                  |                                   |         |  |
| N.º                                                          | Título                                          | Compositor(es)   | Produtor(es)                      | Duração |  |
| 12.                                                          | "Stronger" (PMac Quayle Mixshow Edit)           | Martin Rami      | Martin Rami Mac Quayle            | 5:21    |  |
| 13.                                                          | "I'm Not a Girl, Not Yet a Woman" (Metro Remix) | Martin Rami Dido | Martin Rami M. Taylor Jeff Taylor | 5:25    |  |
| Duração total:                                               | Duração total:                                  | Duração total:   | Duração total:                    | 64:34   |  |

| B in the Mix: The Remixes – Faixas bônus da edição japonesa |                                                               |                  |                                   |         |  |
| N.º                                                         | Título                                                        | Compositor(es)   | Produtor(es)                      | Duração |  |
| 12.                                                         | "Stronger" (PMac Quayle Mixshow Edit)                         | Martin Rami      | Martin Rami Mac Quayle            | 5:21    |  |
| 13.                                                         | "I'm Not a Girl, Not Yet a Woman" (Metro Remix)               | Martin Rami Dido | Martin Rami M. Taylor Jeff Taylor | 5:25    |  |
| 14.                                                         | "Someday (I Will Understand)" (com part. de MCU) (Gota Remix) | Spears           | Sigsworth                         | 4:42    |  |
| Duração total:                                              | Duração total:                                                | Duração total:   | Duração total:                    | 69:36   |  |

| B in the Mix: The Remixes – Faixas bônus da edição deluxe da iTunes Store |                                                         |                                                                |                |         |  |
| N.º                                                                       | Título                                                  | Compositor(es)                                                 | Produtor(es)   | Duração |  |
| 12.                                                                       | "Toxic" (Peter Rauhofer Radio Edit)                     | Christian Karlsson Pontus Winnberg Cathy Dennis Henrik Jonback | Peter Rauhofer | 4:30    |  |
| 13.                                                                       | "Touch of My Hand" (Bill Hamel Dub)                     | Britney Spears Jimmy Harry Bahewa Muhammad Shep Solomon        | Bill Hamel     | 7:17    |  |
| 14.                                                                       | "I'm a Slave 4 U" (Dave Audé Slave Driver Extended Mix) | Pharrell Willians Chad Hugo                                    | Dave Audé      | 7:05    |  |
| Duração total:                                                            | Duração total:                                          | Duração total:                                                 | Duração total: | 72:55   |  |

| B in the Mix: The Remixes – Edição chinesa |                                                               |                   |                              |         |  |
| N.º                                        | Título                                                        | Compositor(es)    | Produtor(es)                 | Duração |  |
| 8.                                         | "Someday (I Will Understand)" (Hi-Bias Signature Radio Remix) | Spears            | Sigsworth Fiorucci[ Harkavyi | 3:46    |  |
| 9.                                         | "...Baby One More Time" (Davidson Ospina 2005 Remix)          | Max Martin        | Martin Rami Ospina           | 4:38    |  |
| 10.                                        | "Don't Let Me Be the Last to Know" (Hex Hector Club Mix Edit) | Lange Twain Scott | Lange Hector Dezrok          | 8:15    |  |
| Duração total:                             | Duração total:                                                | Duração total:    | Duração total:               | 51:03   |  |

## Charts
| Chart (2006)                           | Posição |
| -------------------------------------- | ------- |
| Belgium Albums Chart                   | 9       |
| U.S. Billboard 200                     | 34      |
| U.S. Billboard Dance/Electronic Albums | 4       |

## Créditos do álbum
- Masterização: Chaz Harper
- Gerenciamento: Dan Dymtrow
- Design: Jackie Murphy
- Fotografia: Anthony Carlucci